# Холлидей, Рэйчел
Рэ́йчел Хо́ллидей (англ. Rachael Halliday; род. 27 июля 1995) — шотландская и британская кёрлингистка.
В составе женской сборной Великобритании участница зимних Универсиад 2015 и 2017.

## Достижения
- Чемпионат Шотландии по кёрлингу среди женщин: бронза (2018).
- Чемпионат Шотландии по кёрлингу среди юниоров: золото (2016).

## Команды
| Сезон   | Четвёртый     | Третий          | Второй          | Первый        | Запасной                                 | Турниры                                            |
| ------- | ------------- | --------------- | --------------- | ------------- | ---------------------------------------- | -------------------------------------------------- |
| 2014    | Karina Aitken | Рэйчел Холлидей | Софи Синклер    | Laura Barr    |                                          | ЧШЮ 2014 (5 место)                                 |
| 2014—15 | Karina Aitken | Рэйчел Холлидей | Софи Синклер    | Laura Barr    |                                          | ЧШЮ 2015 (4 место)                                 |
| 2015    | Хейзел Смит   | Лора Ритчи      | Рэйчел Холлидей | Хизер Мортон  | Ангарад Уорд тренер: Клэр Милн           | ЗУ 2015 (7 место)                                  |
| 2015—16 | Софи Джексон  | Наоми Браун     | Рэйчел Холлидей | Рэйчел Ханнен | Кэти Мюррей (ЧМЮ) тренер: Robin Halliday | ЧШЮ 2016 · ЧМЮ 2016 (9 место) · ЧШЖ 2016 (6 место) |
| 2016—17 | Джина Эйткен  | Rowena Kerr     | Рэйчел Холлидей | Рэйчел Ханнен | Ангарад Уорд (ЗУ) тренер: Маири Милн     | ЗУ 2017 (5 место) ЧШЖ 2017 (6 место)               |
| 2017—18 | Клэр Хэмилтон | Джина Эйткен    | Рэйчел Холлидей | Рэйчел Ханнен |                                          | ЧШЖ 2018                                           |
| 2019—20 | Хейли Дафф    | Эми Макдональд  | Layle Al-Saffar | Jane Barr     | Рэйчел Холлидей тренер: Paul Davis       | ЧШЖ 2020 (4 место)                                 |

(скипы выделены полужирным шрифтом)